# Malý Gápeľ

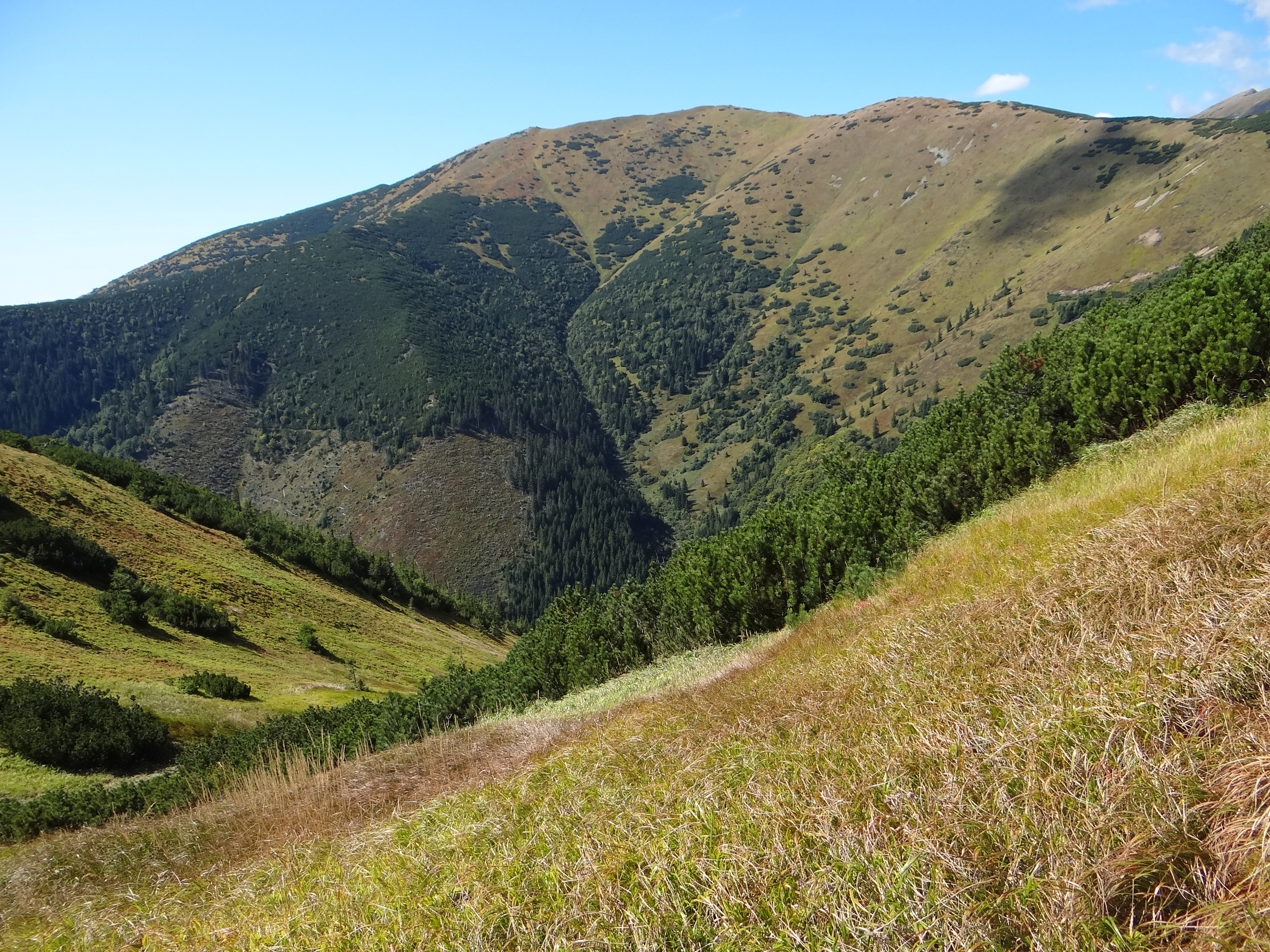
Kumštová dolina i Malý Gápeľ

Malý Gápeľ – grzbiet górski w środkowej części Niżnych Tatrach na Słowacji. Wznosi się w tzw. Ďumbierskich Tatrach.
Malý Gápeľ zaczyna się na bezimiennym zworniku 1768 m po wschodniej stronie przełęczy Králička, następnie poprzez szczyt Besná (1807 m) ciągnie się w kierunku południowym, potem ostro opada w kierunku południowo-zachodnim do szczytu Zingoty. Oddziela dolinę Pošova Mlynná (po zachodniej stronie) od Kumštovej doliny (po wschodniej stronie.
Górna część grzbietu jest trawiasta. Są to dawne hale pasterskie, które schodziły aż do dna dolin. Po zaprzestaniu ich pasterskiego wykorzystania stopniowo zarastają lasem i kosodrzewiną. Niższe partie grzbietu porasta las. Malý Gápeľ znajduje się w obrębie Parku Narodowego Niżne Tatry.

## Turystyka
Jedynie północnymi zboczami grzbietu prowadzi szlak turystyczny – Cesta hrdinov SNP. Dzięki trawiastym terenom roztacza się z niego szeroka panorama widokowa. 
  Czertowica – Lajštroch – Rovienky – Kumštové sedlo – Králička – Schronisko Štefánika. Odległość 8,3 km, suma podejść 742 m, suma zejść 250 m, czas przejścia 3 h (z powrotem 2,30 h).